# دوة بويني
دوة بويني هي قرية في مقاطعة مراغة، إيران. عدد سكان هذه القرية هو 28 في سنة 2006.